# Glenn T. Seaborg
Glenn Theodore Seaborg (n. 19 aprilie 1912, Ishpeming⁠(d), Michigan, SUA – d. 25 februarie 1999, Lafayette⁠(d), California, SUA) a fost un chimist american, unul din oamenii importanți ai Proiectului Manhattan și laureat al Premiului Nobel pentru Chimie (1951) pentru „descoperiri în chimia elementelor transuraniene”.

## Biografie

### Transmutatarea bismutului în aur
În anul 1980, el a transmutat câteva mii de atomi de bismut în aur la Laboratorul Național Lawrence Berkeley. Prin tehnica sa experimentală, utilizând fizica nucleară, a putut elimina protoni și neutroni din atomii de bismut. Tehnica lui Seaborg ar fi mult prea scumpă pentru a permite fabricarea pe scară largă a aurului, dar lucrarea sa a fost aproape de piatra filozofală din alchimie.